# A급 전범

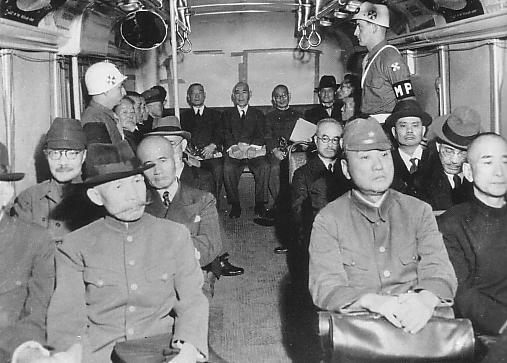
호송되는 A급 전범들

A급 전범(영어: class-A war criminal, 일본어: A級戦犯)은 포츠담 선언 6항에 근거, 극동 국제 군사재판소 조례 제5조항에 정의된 전쟁 범죄에 관해 극동국제군사재판을 통해 유죄 판결을 받은 사람이다.
1952년 4월 28일 샌프란시스코 강화조약의 발효로 일본이 주권을 회복한 직후인 5월 1일, 기무라 도쿠타로 일본 법무총재로부터 전범에 대한 일본 법상의 해석 변경이 통지되었다. 전범 구금 중 사망자는 모두 공무사로서, 전범 체포자는 억류 또는 체포된 사람으로 취급되었고, 전범으로 여겨진 사람들을 위해 여러 차례에 걸쳐 일본 국회에서 결의가 이루어졌다. 또한, 기소된 사람을 포함해 A급 전범이라고 부르는 경우도 있다.

## 체포
연합군 최고사령부에서 종전 연락 사무국을 통해 일본 정부에 통지되었고, 본인에게는 미 제8헌병 사령부 출두 명령으로 전달되어 100명이 넘는 체포자를 냈다. 단, 당시 제1군 사령관이었던 스기야마 하지메는 제2차 전범 지명 목록에 포함되어 있었지만, 출두 명령을 받기 전인 9월 12일에 스스로 목숨을 끊었다.
또, 필리핀에서의 행위는 마닐라 군사 법정에서 재판했기 때문에 필리핀에서 포로가 되지 않고 귀국했던 사람들은 일본에서 체포된 후에 마닐라로 송환되었다.

## 전범 지명

### 제1차
- 1945년 9월 11일 체포 명령 (39명) 주로 도조 내각의 각료들이 체포되었다.
  - 도조 히데키 (9월 11일 자살 미수), 도고 시게노리, 시마다 시게타로, 가야 오키노리, 스즈키 데이이치, 도이하라 겐지
  - 기시 노부스케(아베 신조의 외조부), 이와무라 미치요 (岩村通世), 고이즈미 지카히코 (小泉親彦, 9월 13일 자살), 하시다 구니히코 (橋田邦彦, 9월 14일 자살), 이노 히로야 (井野碩哉), 혼마 마사하루 (마닐라 군사 법정에서 사형 판결), 구로다 시게노리 (黒田重徳, 마닐라 군사 법정에서 종신형 판결), 무라타 쇼조 (村田省蔵), 데라시마 겐 (寺島健), 나가하마 아키라 (長浜彰)

- 1945년 10월 22일 체포 명령 (1명)
  - 아베 겐키 (安倍源基)

### 제2차
- 1945년 11월 19일 체포 명령 (11명).
  - 아라키 사다오, 고이소 구니아키, 마쓰오카 요스케, 미나미 지로, 시라토리 도시오
  - 혼조 시게루 (11월 20일 자살), 가노코기 가즈노부 (鹿子木員信), 구하라 후사노스케 (久原房之助), 구즈 요시히사, 마사키 진자부로

### 제3차
- 1945년 12월 2일 체포 명령 (59명).
  - 하타 슌로쿠, 히라누마 기이치로, 히로타 고키, 호시노 나오키, 오카와 슈메이, 사토 겐료, 아이카와 요시스케, 아마하 에이지 (天羽英二), 안도 기사부로, 아오키 가즈오, 아리마 요리야스, 후지와라 긴지로, 후루노 이노스케 (古野 伊之助), 고코 기요시 (郷古潔), 고토 후미오 (後藤文夫), 하타 히코사부로 (秦彦三郎), 혼다 구미타로 (本多熊太郎), 이다이 이와쿠스 (井田磐楠), 이케다 시게아키, 아카기 고헤이 (池崎忠孝), 이시다 오토고로 (石田乙五郎), 이시하라 히로이치로 (石原広一郎), 가미스나 쇼시치 (上砂勝七), 가와베 마사카즈, 기쿠치 다케오 (菊池武夫), 기노시타 에이이치 (木下栄市), 고바야시 준이치로 (小林順一郎), 고바야시 세이조, 고다마 요시오, 마쓰자카 히로마사 (松阪広政), 미즈노 렌타로 (水野錬太郎), 무타구치 렌야, 나가토모 쓰기오 (長友次男), 나카지마 지쿠헤이 (中島知久平), 나카무라 아케토 (中村明人), 나시모토노미야 모리마사 왕, 니시오 도시조, 노미 도시로 (納見敏郎), 오카베 나가카게 (岡部長景), 오쿠라 구니히코 (大倉邦彦), 오노 고이치 (大野広一), 오타 게이조 (太田耕造), 오타 마사타카 (太田正孝), 사쿠라이 헤이고로 (桜井兵五郎), 사사카와 료이치 (笹川良一), 시모무라 히로시 (下村宏), 신토 가즈마 (進藤一馬), 시오노 스에히코 (塩野季彦), 시오텐 노부타카 (四王天延孝), 쇼리키 마쓰타로 (正力松太郎), 다다 하야오 (多田駿), 다카하시 산키치 (高橋三吉), 高地茂都, 다니 마사유키, 도쿠토미 소호 (徳富蘇峰), 도요다 소에무, 津田信吾, 우시로쿠 준 (後宮淳), 横山雄偉

### 제4차
- 1945년 12월 6일 체포 명령 (9명). 국제검찰국 (IPS)에서 추가 체포하였다.
  - 기도 고이치, 오시마 히로시, 고노에 후미마로 (12월 16일 자살), 오코치 마사토시 (大河内正敏), 오가타 다케토라 (緒方竹虎), 오다치 시게오 (大達茂雄), 고도 다쿠오 (伍堂卓雄), 스마 야키치로 (須磨弥吉郎)

- 1946년 3월 16일 체포 명령 (1명).
  - 나가노 오사미
- 1946년 4월 7일 체포 명령 (1명).
  - 오카 다카즈미
- 1946년 4월 29일 체포 명령 (2명).
  - 우메즈 요시지로, 시게미쓰 마모루

#### 기타
이타가키 세이시로, 기무라 헤이타로, 무토 아키라는 해외에서 체포되었고, 하시모토 긴고로는 일본 내에서 단독으로 체포되었다. 오타니 게이지로 (大谷敬二郎) 전 일본 동부 헌병대 사령관은 전범 지명을 받았지만 도주했고, 1949년 야마구치현 내에서 발견되어 체포되었다.
또 일본 점령 중 주일 버마 대사, 일본 점령 중 필리핀 대통령, 주일 독일 대사, 주일 이탈리아 대사, 독일 대사관 첨부 무관·육군 중장 등 외국인도 다수 체포되었다.

## 극동 국제 군사 재판에 기소된 피고인
관동군 관계이타가키 세이시로 - 미나미 지로 - 우메즈 요시지로
특무기관도이하라 겐지
육군 중앙아라키 사다오 - 사토 겐료 - 스즈키 데이이치 - 기무라 헤이타로 - 하시모토 긴고로 - 하타 슌로쿠 - 무토 아키라 - 마쓰이 이와네
해군 중앙시마다 시게타로 - 오카 다카즈미 - 나가노 오사미
총리대신도조 히데키 (육군) - 히로타 고키 (외교관) - 고이소 구니아키 (육군) - 히라누마 기이치로 (사법 관료)
대장대신가야 오키노리
내대신기도 고이치
외무대신도고 시게노리 - 시게미쓰 마모루 - 마쓰오카 요스케
기획원 총재호시노 나오키
주 독일 대사오시마 히로시
주 이탈리아 대사시라토리 도시오
사상가오카와 슈메이
위에 있는 28명이 1946년 4월 29일 재판에 기소되었다. 28명 가운데, 오카와 슈메이는 매독에 의한 정신 장애가 인정되어 소추 면제되었고, 나가노 오사미와 마쓰오카 요스케는 판결 전에 병사했기 때문에 1948년 11월 12일에 피고로서 판결을 받은 사람은 25명이다. 사형은 1948년 12월 23일에 집행되었다.

## 판결

### 교수형 (사형)

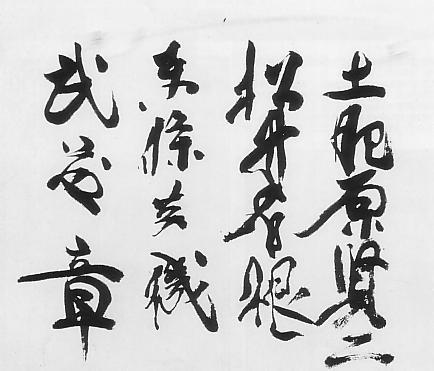
A급 전범 도이하라 겐지, 마쓰이 이와네, 도조 히데키, 무토 아키라가 생전 마지막으로 쓴 글씨

- 이타가키 세이시로 - 육군 군인, 제1차 고노에 내각·히라누마 내각 육군 대신, 만주국 군정부 최고 고문, 관동군 참모장
- 기무라 헤이타로 - 육군 군인, 버마 방면 일본군 사령관, 도조 내각 일본 육군 차관
- 도이하라 겐지 - 육군 군인, 펑텐 특무 기관장, 제12방면 군사령관
- 도조 히데키 - 육군 군인, 제40대 내각총리대신
- 무토 아키라 - 육군 군인, 제14방면군 참모장 (필리핀)
- 마쓰이 이와네[1] - 육군 군인, 중지나방면군 사령관, 상하이 파견군 사령관
- 히로타 고키 - 문관, 제32대 내각총리대신

### 종신형
- 아라키 사다오
- 우메즈 요시지로[2]
- 오시마 히로시
- 오카 다카즈미
- 가야 오키노리
- 기도 고이치

- 고이소 구니아키[2]
- 사토 겐료
- 시마다 시게타로
- 시라토리 도시오[2]
- 스즈키 데이이치
- 미나미 지로

- 하시모토 긴고로
- 하타 슌로쿠
- 히라누마 기이치로
- 호시노 나오키

### 유기금고
- 시게미쓰 마모루 (7년)

- 도고 시게노리 (20년[2])

### 판결 전 병사
- 나가노 오사미 (1947년 1월 5일 사망[3]）
- 마쓰오카 요스케 (1946년 6월 27일 사망[3]）

### 소추 면제
- 오카와 슈메이 (매독에 의한 정신 장애가 인정되어 소추 면제)

- 무타구치 렌야 (싱가폴 군사법원 송치 2년 형 선고 받고 만기 출소)

## 처형 후
처형된 전범 7명의 사체는 요코하마의 구보야마 화장터 (久保山火葬場)에서 화장되었고, 유골은 미군에 의해 도쿄만에 버려졌다. 하지만, 12월 25일에 고이소 구니아키의 변호사였던 자가 화장장 노동자들을 시켜 은밀히 빼돌렸다가 가까이에 있는 고젠지 (興禅寺) 라는 절에 맡겼고, 1949년 5월 이즈 산의 고아 관음에 은밀하게 매장되었다.
그 후 1960년 8월 16일에 아이치현 하즈 군 (幡豆郡) 하즈 정 (幡豆町) 에 위치한 산가네 산 (三ヶ根山)의 산꼭대기 부근에 옮겨졌다. 산가네 산에는 순국7사묘가 설치되었고, 무덤에는 뼈가 분골되어 안치되었다.

## 쇼와 순난자
1978년 10월 17일 야스쿠니 신사에 사형 및 옥중에서 사망한 14명의 전범을 "쇼와 시대의 순난자"라는 이름으로 합사하였다. 야스쿠니 신사에 전사자 이외의 사람들이 합사되는 것은 예외적이었고, 히로타 고키 등 비군인을 합사한 것도 예외적인 조치였다.
- 이타가키 세이시로
- 우메즈 요시지로
- 기무라 헤이타로
- 고이소 구니아키
- 시라토리 도시오

- 도이하라 겐지
- 도고 시게노리
- 도조 히데키
- 나가노 오사미
- 히라누마 기이치로

- 히로타 고키
- 마쓰이 이와네
- 마쓰오카 요스케
- 무토 아키라

## 재판을 면한 A급 전범 피지정자

### 불기소에 의해 석방
- 아오키 가즈오
- 아베 겐키
- 아베 노부유키
- 아모 에이지
- 안도 기사부로
- 이사하라 히로이치로
- 이와무라 미치요

- 기시 노부스케
- 구즈 요시히사
- 고다마 요시오
- 고토 후미오
- 사사카와 료이치
- 쇼리키 마쓰타로
- 스마 야키치로

- 다카하시 산키치
- 다다 하야오
- 다니 마사유키
- 데라시마 겐
- 나시모토노미야 모리마사 왕
- 니시오 도시조
- 혼다 구마타로

- 마사키 진자부로
- 사토미 하지메

### 병으로 인해 석방됨
- 아카기 고헤이

A급 전범으로 지명되면서 석방된 사람은 70명 정도 존재하지만, 자세한 자료가 존재하지 않아 정확한 인원 수는 확정할 수 없다.

### 불기소로 자택 구금 해제
- 도쿠토미 소호

### 도망
- 오타니 게이지로

일본 동부 헌병대 사령관이었던 오타니는 1946년 4월 전범으로 지명받자 가짜 유서를 남기고 아내와 함께 자취를 감추었다. 극동 국제 군사 재판이 끝난 1949년 3월, 야마구치현 내에서 행상 (行商)으로 잠복하고 있던 것이 발견되어 GHQ에 체포되었다. 같은 해 9월, 미국 비행기 탑승원 처형 사건의 책임이 인정되어 유기금고 10년 판결이 내려졌고, 1956년 가석방되었다.

### 자살
- 고이즈미 지카히코
- 고노에 후미마로

- 하시다 구니히코
- 혼조 시게루

## A급 전범과 관련된 극우 영화
- 프라이드·운명의 순간
- 난징의 진실
- 가미카제 특공대 (영화)

## 같이 보기
- 극동 국제 군사 재판
- 뉘른베르크 재판
- 일본의 전쟁 범죄
- 순국칠사묘
- 야스쿠니 신사
- 쇼와 천황의 전쟁책임
- 도조 히데키
- BC급 전범